# Franky De Buyst
Franky De Buyst (né le 22 juillet 1967 à Asse) est un coureur cycliste belge, actif dans les années 1980 et 1990.

## Biographie
En 1990, Franky De Buyst termine troisième du championnat de Belgique de poursuite et du contre-la-montre chez les amateurs. L'année suivante, il est sacré champion provincial du Brabant dans l'épreuve chronométrée. Il remporte également le Grand Prix Criquielion ainsi que la course Hasselt-Spa-Hasselt en 1993. 
Il passe professionnel en 1994 dans la formation Vlaanderen 2002, qui évolue en deuxième division. En 1995, il prend notamment la troisième place du Grand Prix du Nord-Pas-de-Calais. Il poursuit ensuite sa carrière avec la structure Tönissteiner-Colnago. Actif dans des kermesses, il obtient deux victoires et diverses places d'honneur. Il met finalement un terme à sa carrière cycliste à l'issue de la saison 1999. 
Malgré son retrait des compétitions, il reste dans le monde du vélo en devenant soigneur. Son fils Jasper est lui aussi coureur cycliste.

## Palmarès
- 1989
  - 2e du championnat du Brabant du contre-la-montre
  - 3e du championnat de Belgique de poursuite amateurs
- 1990
  - 2e du championnat du Brabant du contre-la-montre
  - 3e du championnat de Belgique de poursuite amateurs
  - 3e du championnat de Belgique du contre-la-montre amateurs
- 1991
  - Champion du Brabant du contre-la-montre
  - 2e du Grand Prix d'Affligem
  - 2e de l'Internatie Reningelst
  - 3e du championnat du Brabant sur route
- 1993
  - Grand Prix Criquielion
  - Hasselt-Spa-Hasselt
  - 2e du Circuit de Wallonie
  - 2e de la Coupe Sels
- 1995
  - 3e du Grand Prix du Nord-Pas-de-Calais
- 1997
  - Circuit Mandel-Lys-Escaut
- 1998
  - 2e de la Leeuwse Pijl
  - 3e du Grand Prix Briek Schotte
- 1999
  - 3e du Grand Prix Rudy Dhaenens